# 埃爾金鎮區 (北達科他州卡弗利爾縣)
埃爾金鎮區（英語：Elgin Township）是位於美國北達科他州卡弗利爾縣的一個鎮區。

## 地方資料
埃爾金鎮區的面積為89.36平方千米，當中陸地面積為88.64平方千米，而水域面積為0.71平方千米。根據2020年美國人口普查的數據，當地共有人口188人，而人口密度為每平方千米2.1人。